# Höchstädt an der Donau
Höchstädt an der Donau (úředně Höchstädt a.d.Donau) je město u západních hranic Bavorska. Leží na řece Dunaj a žije zde přibližně 7 100 obyvatel. 13. srpna 1704 se poblíž něj odehrála jedna z nejdůležitějších bitev válek o španělské dědictví, bitva u Höchstädtu.